# کشت گلو
کشت گلو یک آزمایش تشخیصی آزمایشگاهی است که وجود عفونت باکتریایی یا قارچی در گلو را ارزیابی می‌کند. نمونه ای از گلو با سواب زدن گلو و قرار دادن نمونه در محیط کشت جمع‌آوری می‌شود که به عفونت‌ها اجازه رشد می‌دهد. اگر یک ارگانیسم رشد کند، کشت مثبت است و وجود عفونت تأیید می‌شود. نوع عفونت با استفاده از میکروسکوپ، آزمایش‌های شیمیایی یا هر دو مشخص می‌شود. در صورت عدم رشد عفونت، کشت منفی است.
کشت برای استرپتوکوک پیوژنز در حالی که در دمای ۳۷ درجه سانتیگراد (دمای بدن) رشد می‌کند، ۱۸ تا ۲۴ ساعت طول می‌کشد.